# きばいやんせ!私
『きばいやんせ！私』（きばいやんせ わたし）は、2019年3月9日公開の、足立紳の原作による日本のコメディー映画である。武正晴が監督を、足立紳と山口智之が脚本を担当し、夏帆が主演を務めた。

## 概要
鹿児島県南大隅町出身で、不倫疑惑を週刊誌にすっぱ抜かれたことが原因で左遷され、投げやりな人生を送るテレビ局の女性アナウンサー児島貴子が、郷里の「御崎祭り」の取材のため同町を再訪し、同級生で畜産農家の橋脇太郎ら地元の人々との交流を通じて人生と向き合う姿を描いている。
本作のタイトルにある「きばいやんせ！」とは鹿児島弁で「頑張れ！」という意味の言葉であり、本作の主人公、児島が左遷の結果やる気を失ったものの立ち直る姿を応援するストーリーにかかっている。

## キャスト
- 児島貴子 - 夏帆[7]
- 橋脇太郎 - 太賀[7]
- ユリ - 愛華みれ[7]
- 町長 - 榎木孝明[7]
- 牛牧猛盛 - 伊吹吾郎[7]

## スタッフ
- 原作：足立紳
- 監督：武正晴
- 脚本：足立紳、山口智之
- 音楽：山元淑稀（山本淑稀）
- 主題歌：花岡なつみ「Restart」（テイチクエンタテインメント）
- エグゼクティブプロデューサー：高橋康夫
- 統括プロデューサー：嶋田豪
- プロデューサー：村田亮
- 協力プロデューサー：鈴木政信、星野晴美
- 撮影：西村博光
- 照明：常谷良男
- 録音：石寺健一
- 美術：野々垣聡
- スタイリスト：浜井貴子
- メイク：小沼ミドリ
- 編集：洲崎千恵子
- 助監督：木ノ本豪
- ラインプロデューサー：奥泰典